# Kallenahalli, Chitradurga
Kallenahalli là một làng thuộc tehsil Chitradurga, huyện Chitradurga, bang Karnataka, Ấn Độ.